# سید احسن علوی
سیداحسن علوی نمایندهٔ دورهٔ نهم و دورهٔ دهم مجلس شورای اسلامی و نایب رئیس کمیسیون عمران مجلس شورای اسلامی و همچنین سخنگوی کمیسیون مشترک ستاد بحران کشور، از حوزهٔ انتخابیهٔ سنندج، دیواندره و کامیاران در استان کردستان است.